# Катарина фон Саксония-Лауенбург (1513 – 1535)
Вижте пояснителната страница за други личности с името Катарина фон Саксония-Лауенбург.
Катарина фон Саксония-Лауенбург (на немски: Katharina von Sachsen-Lauenburg; на шведски: Katarina av Sachsen-Lauenburg; * 24 септември 1513, Ратцебург; † 23 септември 1535, Стокхолм) от род Аскани, е принцеса от Саксония-Лауенбург и чрез женитба кралица на Швеция (1531 – 1535).

## Произход
Дъщеря е на херцог Магнус I (1470 – 1543) и съпругата му Катарина фон Брауншвайг-Волфенбютел (1488 – 1563), дъщеря на херцог Хайнрих I фон Брауншвайг-Волфенбютел. Нейната по-голяма сестра Доротея е от 1525 г. омъжена за херцог Христиан фон Шлезвиг-Холщайн-Готорп, по-късният крал Кристиан III от Дания и Норвегия.

## Кралица на Швеция
Катарина се омъжва на нейния 18 рожден ден през 1531 г. в Стокхолм за шведския крал Густав I Васа (1496 – 1560). Тя е първата му съпруга. Имат конфликти, тя не научава шведски, а той научава малко немски.
Катарина ражда на 13 декември 1533 г. престолонаследника Ерик, по-късният шведски крал Ерик XIV. През 1535 г. Катарина е бременна, разболява се и умира същата вечер, един ден преди нейния 22 рожден ден. Тя е поставена в църквата Св. Николай (Storkyrkan) в Стокхолм и е погребана в катедралата на Упсала.
- Гробната капела в Упсала
- Густав и Катарина